# Hieracium asenovgradense
Hieracium asenovgradense es una especie de planta con flor del género Hieracium, de la familia Asteraceae, orden Asterales.

## Distribución
Hieracium asenovgradense se distribuye por Bulgaria.

## Taxonomía
Fue descrita científicamente por Jasiew. & Pawl. Fue publicada en Acta Soc. Bot. Poloniae 32: 480 (1963).